# Napoleon Eugène Lodewijk Bonaparte

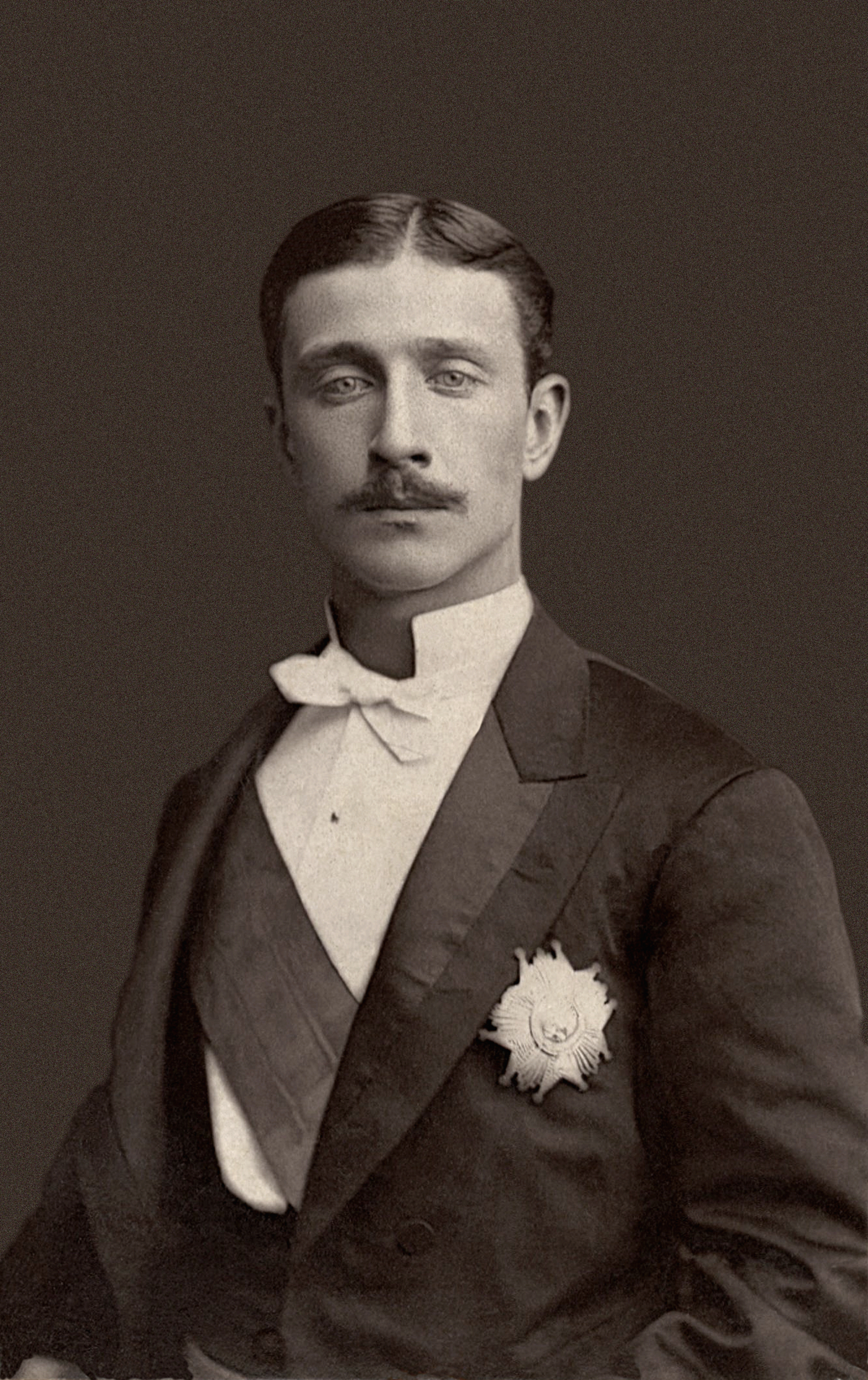
Napoleon Eugène Lodewijk

Napoleon Eugène Lodewijk Jan Jozef Bonaparte (Parijs, 16 maart 1856 - bij Ulundi, 1 juni 1879), prince impérial, bijgenaamd Loulou, was de enige zoon van keizer Napoleon III en keizerin Eugénie de Montijo. Hij was de kleinzoon van Lodewijk Napoleon Bonaparte, de koning van Holland.

## Levensloop
Zijn moeder was zeer bezorgd over de jonge Eugène en voedde hem streng op. Hij was als kind zwak en ziekelijk, levendig maar eenzaam.

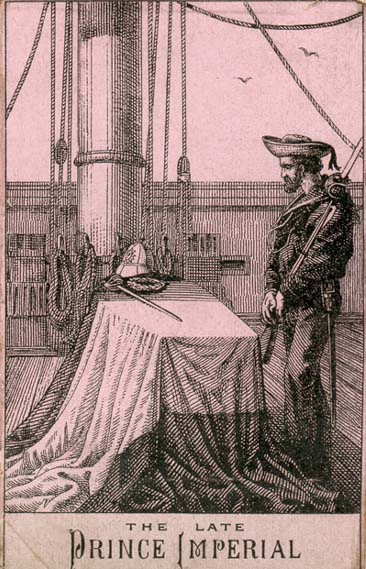
Transport van Lodewijks lijk naar Engeland

Tijdens de Frans-Pruisische Oorlog van 1870-1871 ontvluchtte Lodewijk met de keizerlijke familie Frankrijk en ging naar Engeland waar hij zich vestigde in Chislehurst. Hij voltooide zijn militaire opleiding aan de Royal Military Academy in Woolwich. Na de dood van zijn vader op 9 januari 1873 noemde hij zich graaf van Pierrefonds en bij zijn meerderjarigheid in 1874 werd hij door de Bonapartische partij als Napoleon IV tot troonpretendent en familiehoofd uitgeroepen. In deze jaren was er sprake van dat hij Beatrice, jongste dochter van de Engelse koningin Victoria, zou huwen.
Om zijn prestige te vergroten en aldus meer kans op de troon te maken werd Eugène aangemoedigd deel te nemen aan de Engelse expeditie naar Zoeloeland in februari 1879. Aldaar werd hij op een verkenningstocht door de Zoeloes in een hinderlaag gelokt en bij Ulundi door achttien werpsperen doorboord. Met hem ging de laatste reële kans om weer een Bonaparte op de troon te krijgen verloren. Zijn lijk werd naar Engeland overgebracht en naast dat van zijn vader begraven, aanvankelijk in de parochiekerk van Chislehurst, later overgebracht naar het mausoleum van de door keizerin Eugénie gestichte Abdij Saint Michaels in Farnborough. Kinderloos gestorven werd hij als hoofd van het Huis Bonaparte opgevolgd door zijn achterneef Napoleon Victor Bonaparte.

## Voorouders
| Voorouders van Napoleon Eugène Lodewijk Bonaparte | Voorouders van Napoleon Eugène Lodewijk Bonaparte                        | Voorouders van Napoleon Eugène Lodewijk Bonaparte                        | Voorouders van Napoleon Eugène Lodewijk Bonaparte                           | Voorouders van Napoleon Eugène Lodewijk Bonaparte                           | Voorouders van Napoleon Eugène Lodewijk Bonaparte                                                                     | Voorouders van Napoleon Eugène Lodewijk Bonaparte                                                                     | Voorouders van Napoleon Eugène Lodewijk Bonaparte                                                              | Voorouders van Napoleon Eugène Lodewijk Bonaparte                                                              |
| ------------------------------------------------- | ------------------------------------------------------------------------ | ------------------------------------------------------------------------ | --------------------------------------------------------------------------- | --------------------------------------------------------------------------- | --- | --- | --- | --- |
| Overgrootouders                                   | Carlo Maria Buonaparte (1746-1785) ∞ Maria Laetitia Ramolino (1750-1836) | Carlo Maria Buonaparte (1746-1785) ∞ Maria Laetitia Ramolino (1750-1836) | Alexandre de Beauharnais (1760-1794) ∞ Joséphine de Beauharnais (1763-1814) | Alexandre de Beauharnais (1760-1794) ∞ Joséphine de Beauharnais (1763-1814) | Felipe Antonio de Palafox en Croÿ de Havré (-) ∞ María Francisca de Sales Portocarrero en López de Zúñiga (1754-1808) | Felipe Antonio de Palafox en Croÿ de Havré (-) ∞ María Francisca de Sales Portocarrero en López de Zúñiga (1754-1808) | William KirkPatrick de Closeburn (1764-1837) ∞ Marie Françoise de Grevignée (-)                                | William KirkPatrick de Closeburn (1764-1837) ∞ Marie Françoise de Grevignée (-)                                |
| Grootouders                                       | Lodewijk Napoleon (1778-1864) ∞ Hortense de Beauharnais (1783-1837)      | Lodewijk Napoleon (1778-1864) ∞ Hortense de Beauharnais (1783-1837)      | Lodewijk Napoleon (1778-1864) ∞ Hortense de Beauharnais (1783-1837)         | Lodewijk Napoleon (1778-1864) ∞ Hortense de Beauharnais (1783-1837)         | Cipriano Palafox y Portocarrero (1784-1839) ∞ María Manuela Kirkpatrick de Closbourn y de Grevigné (1794-1879)        | Cipriano Palafox y Portocarrero (1784-1839) ∞ María Manuela Kirkpatrick de Closbourn y de Grevigné (1794-1879)        | Cipriano Palafox y Portocarrero (1784-1839) ∞ María Manuela Kirkpatrick de Closbourn y de Grevigné (1794-1879) | Cipriano Palafox y Portocarrero (1784-1839) ∞ María Manuela Kirkpatrick de Closbourn y de Grevigné (1794-1879) |
| Ouders                                            | Napoleon III (1808-1873) ∞ Eugénie de Montijo (1826-1920)                | Napoleon III (1808-1873) ∞ Eugénie de Montijo (1826-1920)                | Napoleon III (1808-1873) ∞ Eugénie de Montijo (1826-1920)                   | Napoleon III (1808-1873) ∞ Eugénie de Montijo (1826-1920)                   | Napoleon III (1808-1873) ∞ Eugénie de Montijo (1826-1920)                                                             | Napoleon III (1808-1873) ∞ Eugénie de Montijo (1826-1920)                                                             | Napoleon III (1808-1873) ∞ Eugénie de Montijo (1826-1920)                                                      | Napoleon III (1808-1873) ∞ Eugénie de Montijo (1826-1920)                                                      |
| Napoleon Eugène Lodewijk Bonaparte (1822-1891)    |                                                                          |                                                                          |                                                                             |                                                                             | | | | |